# Farkas László (újságíró)
Farkas László írói álneve Lantos László (Marosújvár, 1920. április 13.– Kolozsvár, 2005. június 22.) magyar közgazdász, újságíró, műfordító.

## Életútja
Középiskolai tanulmányokat Kolozsvárott, felsőfokú tanulmányokat a Bolyai Tudományegyetem közgazdasági karán folytatott. A Korunk új folyamának megindulásakor a terjesztési hálózat megszervezője (1957–64), majd a külpolitikai rovat vezetője (1964–74). Világpolitikai helyzetjelentései, tudományos glosszái alatt a Lantos László írói álnevet is használta. A kibernetika szociológiai alkalmazásáról szóló tanulmányát román nyelven a Teorie și metode în științele sociale c. gyűjteményes kötet (1968) közölte; Hugo Grotius A háború és a béke joga című munkájából közölt válogatást a Téka-sorozatban (1973). Részleteket fordított Dzsaváharlál Nehru, Charles de Gaulle, Harold Macmillan, Arnold J. Toynbee, Alvin Toffler és mások angol és francia nyelvű műveiből. Mircea Malița A 2000. év krónikája c. munkáját az ő fordításában adta ki Budapesten a Közgazdasági és Jogi Könyvkiadó (1971). További fordításai: Ion Brad: Isac, új eszmék szószólója (Bustya Endrével, Kolozsvár, 1975); Mircea Malița: A szürke arany (Brassay Jánossal és Bretter Györggyel, esszék, Kolozsvár, 1976) és Eszmék faggatása (Dankanits Ádámmal, 1976).